# Idiostrangalia rarasanensis
Idiostrangalia rarasanensis är en skalbaggsart som först beskrevs av Mitono 1938.  Idiostrangalia rarasanensis ingår i släktet Idiostrangalia och familjen långhorningar.
Artens utbredningsområde är Taiwan. Inga underarter finns listade i Catalogue of Life.